# Година от понеделници
„Година от понеделници“ е български игрален филм (драма) от 1977 година на режисьора Борислав Пунчев, по сценарий на Николай Никифоров. Оператори са Павел Милков и Борислав Пунчев. Музиката във филма е композирана от Симеон Пиронков.

## Актьорски състав
Роли във филма изпълняват актьорите:
- Коста Цонев – Антон Стаменов
- Йорданка Кузманова – Маня
- Стефан Данаилов – Инженер Халачев
- Лъчезар Цочев – Божидар
- Любомир Димитров
- Йордан Спиров
- Димитър Хаджийски
- Никола Тодев
- Елена Стефанова
- Богомил Симеонов
- Мария Карел
- Евстати Стратев
- Живко Гарванов
- Вера Дикова
- Павел Поппандов
- Иван Касабов
- Ангел Алексиев
- Надежда Казасян
- Анна Феликсова
- Димитър Бочев
- Велко Кънев
- Илия Божилов
- Надя Тодорова
- Мариана Аламанчева
- Димитър Георгиев
- Петър Петров
- Николай Николов